# Moments (film)
Pour plus de détails, voir Fiche technique et Distribution.
Moments (Chvilky) est un film tchèque réalisé par Beata Parkanová, sorti en 2018.

## Synopsis
Anežka (Jenovéfa Boková) est une jeune femme tranquille, journaliste et musicienne, pour qui toute relation, familiale ou amoureuse doit se dérouler sans aspérité, même au prix d'une renonciation à son propre point de vue, qu'elle se cache à elle-même comme elle se refuse à l'exprimer. Ce film présente des situations de la vie quotidienne, que ce soit avec ses amants, déjà mariés et pères de famille, sa grand-mère octogénaire volubile et atteinte d'un cancer, sa mère dépressive au long cours, son père dynamique, son grand-père sénile à l'hôpital. La réalisatrice donne une grande importance aux paysages naturels, avec notamment un panorama récurrent vallonné présenté aux différentes saisons de l'année marquant ainsi le temps qui passe. Dans la seconde partie du film, l'héroïne finit par se dévoiler un peu, notamment à l'occasion d'une visite chez une psy, marquée par des silences durables ou sa nuit avec un musicien slovaque. Les dernières séquences marquent une ouverture sur la nature et une sérénité optimiste.

## Fiche technique
- Titre original : Chvilky
- Titre français : Moments
- Réalisation : Beata Parkanová
- Scénario : Beata Parkanová
- Décors : ?
- Costumes : Michaela Horáčková Hořejší
- Photographie : Martin Douba
- Son : Andrea Veselková
- Montage : ?
- Musique : ?
- Production : Viktor Tauš
- Société(s) de production : Česká televize, Fog'n'Desire Films, Heaven's Gate, KFS Production
- Budget : ?
- Pays d'origine :  République tchèque
- Langue originale : tchèque
- Format : couleur
- Genre : drame
- Durée : 95 minutes
- Dates de sortie :
  - République tchèque : 2 juillet 2018 (Première au Festival international du film de Karlovy Vary)
  - République tchèque : 22 novembre 2018 (Sortie nationale)
  - France : 16 novembre 2019 (Festival du film Czech-in, Paris)[1].
- Classification : à partir de 12 ans

## Distribution
- Jenovéfa Boková :	Anežka
- Alena Mihulová (cs) :	la mère d'Anežka
- Martin Finger (cs) :	le père d'Anežka
- Jaroslava Pokorná (cs) :	la grand-mère d'Anežka
- Lenka Vlasáková :	la psychologue
- Marek Geišberg (sk) :	le musicien slovaque

## Récompenses et distinctions
- 26e cérémonie des Lions tchèques
  - lion tchèque de la meilleure actrice dans un premier rôle à Jenovéfa Boková[2].
- Prix de la critique tchèque
  - Prix de la critique tchèque (cs) (Czech Film Critics' Awards) de la meilleure actrice dans un premier rôle à Jenovéfa Boková[3].
  - Nomination de Beata Parkanová pour le prix de la découverte de l'année (Cena innogy pro objev roku)